# Diecezja Obala
Diecezja Obala – diecezja rzymskokatolicka w Kamerunie. Powstała w 1987.

## Biskupi diecezjalni
- Bp Sosthène Bayemi Matjei (od 2009)
- Bp Jérôme Owono-Mimboe (1987−2009)